# Hermann II de Weimar-Orlamünde
Hermann II de Weimar-Orlamünde (né vers 1184 – 27 décembre 1247)  membre de la maison d'Ascanie
qui fut comte de Weimar-Orlamünde de 1206 jusqu'à sa mort.

## Biographie
Hermann II est le plus jeune fils du comte Siegfried III et de son épouse 
Sophie une fille du roi Valdemar Ier de Danemark. Après la mort de son père en 1206, Hermann II règne conjointement sur Weimar-Orlamünde avec ses frères aînés Othon II et Albert II. Toutefois Othon II meurt dès 1211 et Albert II a été investi en 1202 de la  Nordalbingie par leur oncle maternel Valdemar II de Danemark. De ce fait Hermann II se trouve de facto seul souverain de Weimar-Orlamünde. Il entre en conflit avec la landgrave de Thuringe Hermann Ier, qui occupe le château de  Schauenforst entre Orlamünde et Rudolstadt.  En 1214, Hermann Ier de Thuringe retient Hermann II de Weimar-Orlamünde prisonnier dans le château de Weimar. Le landgrave Louis IV de Thuringe combat lui aussi contre Hermann II soutenu par son frère Albert II.
En dépit de conflits permanents avec le Landgrave de Thuringe, Hermann II réussit à accroitre sa souveraineté territoriale. Il fonde la cité de  Weimar et le monastère cistercien d'Oberweimar.  Pendant le conflit entre 
la maison de Brunswick et les Hohenstaufen il soutient le parti de ces derniers. Son combat sans fin contre la Thuringe sera à l'origine du déclin de sa lignée. Les domaines situés autour des deux principales cités 
demeurent de facto des territoires séparés et c'est logiquement que ses fils et successeurs Hermann III et Othon III après un règne commun d'une année décident en 1248 de diviser leur patrimoine en deux comtés indépendants et centrés autour de Weimar et d'Orlamünde.

## Union et postérité
Hermann II épouse Béatrice d'Andechs-Méranie († 1265), la fille du duc Othon VII d'Andechs duc de Méranie.  Elle est l'héritière de la seigneurie de Plassenburg, comprenant Kulmbach et Mittleberg, et de la seigneurie de Berneck, comprenant Goldkronach, Meinau, Wirsberg, Pretzendorf, le château de Zwernitz et Trebgast. Hermann II et Béatrice ont les enfants suivants :
- Hermann III, hérite d'Orlamünde ;
- Othon III le Magnifique († 1285), hérite de Weimar, Rudolstadt et Plassenburg ;
- Albert III († 1283) ;
- Sophie, épouse en 1259 le comte Henri VIII de Weida (vers 1238 – 17 septembre 1280) ;
- Othon le Jeune, chanoine à Wurtzbourg de 1265 à 1308.